# Донецька губернія
Доне́цька губе́рнія — територіальна одиниця УСРР, яка існувала з 1919 до 1925 року.
У зв'язку з наступом військ Денікіна влітку 1919 року Донецька губернія тимчасово припиняла своє існування, а її уряд евакуювався в Харків. Поновилася діяльність Губвиконкому тільки у квітні 1920 року.
4 січня 1920 року центром Донецької губернії стало місто Луганське. 21-25 квітня там проходив 1-й з'їзд Рад Донецької губернії. У серпні (за іншими даними 12 жовтня) 1920 року центр губернії перенесли в місто Бахмут.

## Історія

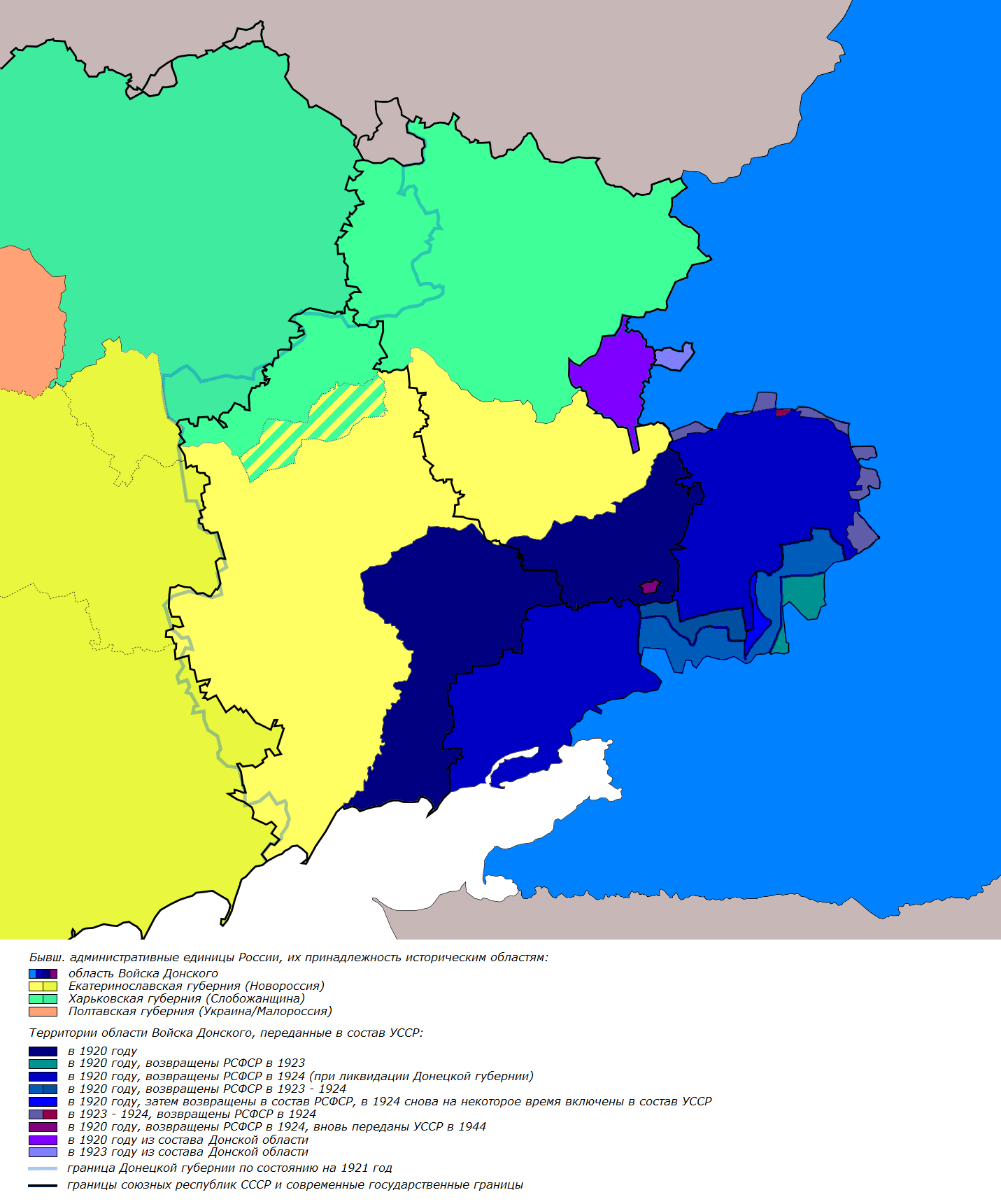
Мапа територіальних змін області Війська Донського і Донецької губернії в 1920-х роках

5 лютого 1919 Нарком внутрішніх справ Клім Ворошилов віддав наказ про створення Донецької губернії, Раднарком України приймає декрет «Про створення Донецької губернії». Таке ім'я надане завдяки головній річці новоствореної губернії — Сіверському Дінцю. У склад губернії ввійшли Слов'яносербський повіт і Бахмутський повіт Катеринославської губернії.
Підпільний Революційний комітет після створення Донецької губернії було реорганізовано. З того часу до його складу входило п'ять членів: Бондаренко (голова), Федоренко, Нагорний, В. Пучков, Щербак.
Було призначений губревком з п'яти чоловік: Тараса Харечко, Едуардса Медне, Л. Смолякова, Семена Хількова і Абрама Каменського. Обидва ревкоми перебували на ст. Яма і головним чином проводили роботи з постачання партизанських і червоноармійських загонів продовольством, фуражем, обмундируванням та ін.
10 лютого того ж року було сформовано «Донецький губернський виконком Рад робітничих, селянських, червоноармійських і козацьких депутатів». У губернії Артем активно готувався до проведення партійної конференції Донецько-Криворізької області 20 лютого.
Підготовка обласної конференції значно стривожила прихильників вливання Донецької губернії в УСРР, внаслідок чого в Москву на Артема і його колег було направлено скарги.
На першому Донецькому губернському з'їзді Рад Артема було обрано головою Донецького облвиконкому Рад. Він також очолив Донецький губернський виконком, що розташувався у Бахмуті, і зайнявся районуванням краю, керуючись економічною доцільністю. Ідеї, на яких базувалася ДКР, поступово почали знову реалізовуватися. 20-23 квітня в Луганську відбулася партійна конференція Донецько-Криворізької більшовицької організації.

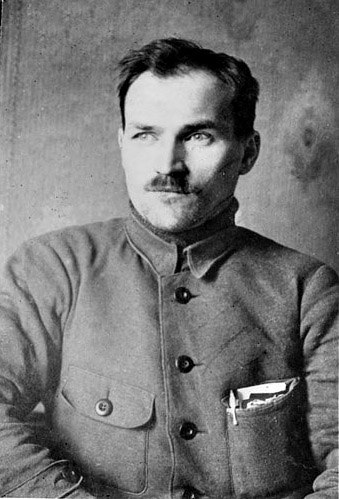
Артем (Федір Сергєєв)

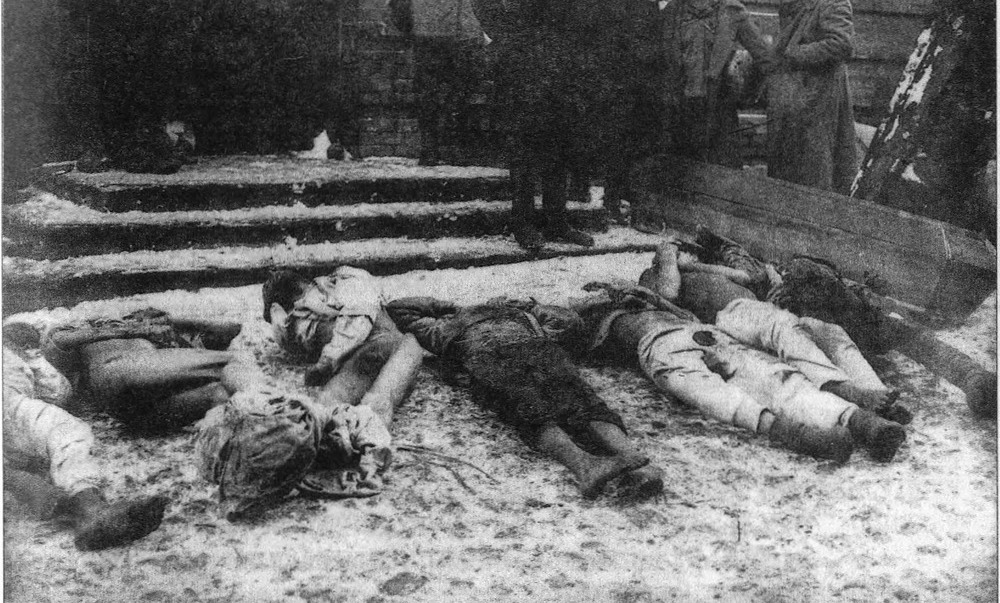
Тіла в'язнів, отруєних денікінськими військами перед відступом з Бахмута. Тіла покалічені і оголені. 1919

30 квітня 1919 року в Харкові відбулася особлива нарада, викликана загрозою наступу Денікіна на Донбасі. У нараді взяли участь діячі колишньої Донецько-Криворізької республіки та Харківського облвиконкому, а також Артем і Фелікс Кон, голова Донецького губернського раднаргоспу Абрам Каменський, нарком праці УСРР Борис Магідов, заступник наркома військових справ Валерій Межлаук. Звинувативши очільників УСРР Георгія П'ятакова і Християна Раковського в «неповажному ставленні до оборони Донбасу», нарада вирішила створити бюро Ради оборони Донецького басейну.
Як пише Солдатенко, «у руках бюро передбачалося зосередити військові, промислові, фінансові, продовольчі і транспортні ресурси, виділяючи частину цих ресурсів і управлінців з підпорядкування Радянського уряду України». Протягом року в Москву направлялись скарги різних уповноважених, що проїздили по Донбасу, з приводу популярності в краї відродження Донецько-Криворізької республіки.
А в травні це питання знову стало предметом розглядів на рівні Леніна і Оргбюро ЦКРКП (б). Цього разу причиною стала скарга Юрія Лутовінова на Межлаука. У скарзі він заявив, що в Харкові зріють «сепаратистські тенденції», і прямо вказував на бажання Межлаука та інших харківських лідерів відтворити ДКР. Миттєво з Москви Ленін відправив телеграми, в яких засуджував сепаратистські тенденції і погрожував партійним судом і навіть виключенням з партії. Телеграму отримали Артем, Межлаук та Ворошилов.
Вони мали намір спочатку створити особливу Реввійськраду Донбаського фронту, об'єднати три армії в одну — Донецьку. На екстреному засіданні ЦК КП(б)У 28 травня 1919 року під тиском Межлаука і Ворошилова було прийнято рішення створити Реввійськраду Донбасу. Цього разу на Харковця скаргу в Москву особисто відправив Лев Троцький, в якій заявив що вони хочуть створити «Донецьку військову республіку».
Політбюро обговорило пропозицію Артема і Межлаука про об'єднання армій і категорично відкинули цю ідею.

### Добровольча армія Денікіна
У липні 1919 року Донецька губернія була повністю зайнята Добровольчою армією.
На кінець червня денікінська армія захопила всю Донецьку губернію. На окупованій території губернії значного розмаху набрав повстанський та партизанський рух на чолі Махно Нестор Іванович. За неповними даними, у Донецькій губернії діяло близько 10 партизанських груп у районі Попівки, Бугаївки, Старогнатівки, Новотроїцького, Волновахи, Краматорська, Слов'янська, Дружківки, Юзівки, Маріуполя, Гришиного.
На території Донецької губернії була сформована адміністративна одиниця Збройних сил Півдня Росії, Харківська область ЗСПР. Фактично утворена 12 (25) червня 1919 року, після заняття військами Добровольчої армії Харкова, офіційно перезатверджена 25 серпня.

### Повернення більшовиків
У грудні 1919 року більшовики повернулися до Харкова. У перший час після Встановлено радянської влади виникло питання про кордони УСРР і РРФСР, у Донбасі постійно виникали питання при визначенні підпорядкуванні місцевих органів.
12 лютого 1919 року член Військово-революційного комітету Донбасу Василь Марапулець скаржився на дії Курської Реввійськради групи військ і намагався отримати роз'яснення про взаємини з ним і урядом України.

### Донецька губернія в 1920–1925 роках

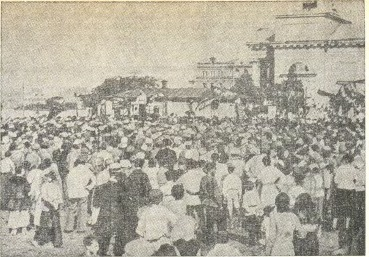
Мітинг у Луганську з нагоди приїзду Калініна. 1920

4 січня 1920 року було створено Донецький губернський ревком на чолі з Володимиром Антоновим-Саратовським. 17 січня 1920 року наказом губревкома № 3 територія губернії була обмежена такими 11-ма районами:
- Єнакіївський,
- Юзівський,
- Гришинський,
- Чистяківський,
- Бахмутський,
- Алмазнянський,
- Лисичанський,
- Луганський,
- Біло-Калитвянський,
- Боково-Хрустальський,
- Олександро-Грушевський.

Однак тут у справу втрутився голова Української радянської трудової армії Йосип Сталін.
|  | Постанова Ради Укртрударма від 15 березня 1920 року, місто Харків. Утворити Донецьку губернію з частин Харківської, Катеринославської губ. та Області Війська Донського. До складу Донецької губернії включаються від Харківської губернії Ізюмського повіту волості: Слов'янська, Білянська, Миколаївська, Закотнянська; Куп'янського повіту: Кремінська, Таганрізька, Старобільський повіт весь цілком. Від Катеринославської губернії цілком повіти: Бахмутський, Луганський (Слов'яносербський), Маріупольський. Від Області Війська Донського Донецького округу станиці: Гундоровська, Кам’янська, Калитвенська, Усть-Білокалитвянська, волость Карбово-Орбинська (Карпово-Обривський). Черкаського округу: станиці Володимировська, Олександрівська, далі на Захід умовна лінія: станція Козачі Табори (Козацькі Лагері), Мало-Несвітайська (Алексєєвка), Нижньо-Кріпинська (Бунако-Соколовець) й далі до кордону з Таганрізьким округом. Таганрізький округ весь цілком. Голова Укррадтрударма Й. Сталін, члени Владимиров, Берзін. Секретар Березановський. |

Постановою РНК від 23 березня 1920 року й ВЦВК від 26 квітня 1920 року ВУЦВК від 16 квітня 1920 року в Україні була утворена Донецька губернія, до складу якої з Донської області були повністю передані Таганрізький округ, частково Донецький й Черкаський округу, а також Сулиновська волость.
З 1 по 5 травня 1920 року відбувся губернський з'їзд рад, що проходив у Луганську.
У листопаді-грудні 1920 року столиця переїхала з Луганська в Бахмут, а райони були перейменовані в повіти (у губернії їх було 11). А потім почалася доба перейменувань: Варваропілля стало Кадіївкою (згодом як «Стаханов»), Юзівка — Сталіним.

### Вільна територіята Донецька губернія

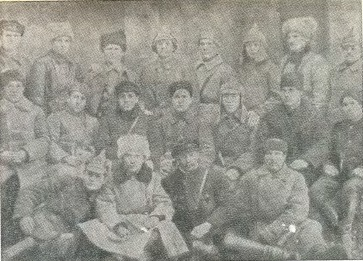
Група учасників боротьби з бандитизмом. Юзівка, 1921

Після перемоги над Денікиним, Червона армія пішла в наступ на махновців, своїх колишніх союзників.
У Донбасі активізувалося протистояння між комуністами та анархістськими загонами Махна, Шаповалова, Терезова, Марусі, а також багатьма дрібними партизанськими загонами в Слов'янському, Бахмутському, Юзівському, районах. За приблизними розрахунками, там діяло 20 партизанських командирів, які об'єднували до 10 тис. повстанців.
Партизани протистояли встановленню диктатури комуністичної партії, вони нападали на виконкоми, міліцію, розстрілювали їх представників, знищували документи, протистояли хлібозаготівлі.
У Донецькій губернії було створено військові формування для боротьби з махновцями, які підпорядковувалися штабові тилу. Влітку 1920 року утворено постійний кінний загін на 500 шабель, при якому було два автомобіля.
На рудниках, заводах, у селах створюють частини особливого призначення (ЧОП), що складаються з комуністів і комсомольців. У Горлівському районі в ЧОП входило 200 осіб, у Макіївському 800, в Олександрівці-Грушівському 750 осіб. На території Донбасу бої з махновцями вели 19-та стрілецька дивізія і 2-га особлива армія, в результаті активних бойових дій яких близько Гришина були розбиті головні сили Махна, в Олександро-Грушівському районі — загони Назарова. У грудні 1920 року додатково було створено червоноармійський спеціальний загін, який мав 900 багнетів, 32 шаблі, 6 кулеметів.
Часто самі селяни давали відсіч махновцям. Так, у районі села Комар у вересні 1920 року селяни заарештували 10 махновців і на сільських зборах засудили їх до розстрілу. Селяни цього села заарештували командира одного з загонів Антонова, взявши з ним велику групу, яку конвоювали в Гришине. Але дорогою на супровід напали махновці і звільнили полонених. Тоді жителі села Комар зібрали загін із 150 озброєних людей і рушили на пошуки загону. У Богоявленському лісі загін було викрито і він відступив до станції Роя. Тут комарівці розгромили загін Антонова.
Надалі багато «червоних» командирів брало активну участь у боротьбі проти махновців у Юзівському та Маріупольському районах.
Боротьба між Вільною територією та Донецькою губернією за контроль на територією була дуже гострою. Значні сили губернії були зосереджені на цьому фронті. Ряд крупних загонів махновців було розгромлено. Але лишалось ще багато дрібних загонів, боротьба з якими тривала до 1922 року.

### КампаніяВрангеляв Донбасі
Коли врангелівські війська наблизились до Донецької губернії, на заводах Донбасу почали випускати боєприпаси.
Незважаючи на те, що Синельникове Врангелю взяти не вдалося (за винятком короткочасного нальоту на вузол), у Донбасі наступ тривав, 26 жовтня 1920 року в бою під Стародубівка була розбита червоноармійська матроська дивізія, що знезброїло Донбаське угруповання Червоної армії. Розвиваючи наступ на Юзово, Іловайськ, Російська армія 28 вересня захопила Волноваху, Велико-Анадоль, Платоновку, Новотроїцьке, а 29 вересня — Маріуполь, вийшовши до сіл Павлопіль, Новомиколаївка, станція Асланове.
30 вересня армія вийшла на підступи до Юзовки, зайнявши станції Доля та Оленівку. Відбивши контратаки Червоної армії з району Ольгинки, Російська армія відтіснила нечисленні червоноармійські частини до Кремінної (Олександрівки), зробивши наліт на станції Юзове, Караванне, Мандрикіне.
Проте, наступного дня Врангель суттєво послаблює Донбаське угруповання Російської армії для перекидання частини військ на Каховський плацдарм, захоплений червоноармійцями на лівому березі Дніпра.
Цей крок викликав негайну реакцію червоноармійців, що стояли під Юзівкою: 2 жовтня Червона армія захопила Ольгинку і Новотроїцьке, 2 жовтня Російська армія, потіснивши червоноармійців, відновила свої позиції в Олександрівці та Новотроїцькому, наступного дня білогвардійці знову захопили Оленівку, відтіснивши червоноармійців до Мар'їнки. Однак, прорив червоною кавалерії в районі Гуляйполя змусив Врангеля 4 жовтня вивести частини Російської армії з Донбасу.
5 жовтня Червона армія зайняла Маріуполь, просунувшись до Розівки, Царекостянтинівки. 8 жовтня червоноармійські загони, що вчора ловили Махна на Дону, перейшли в наступ на Гуляйполе.

### Післявоєнний час

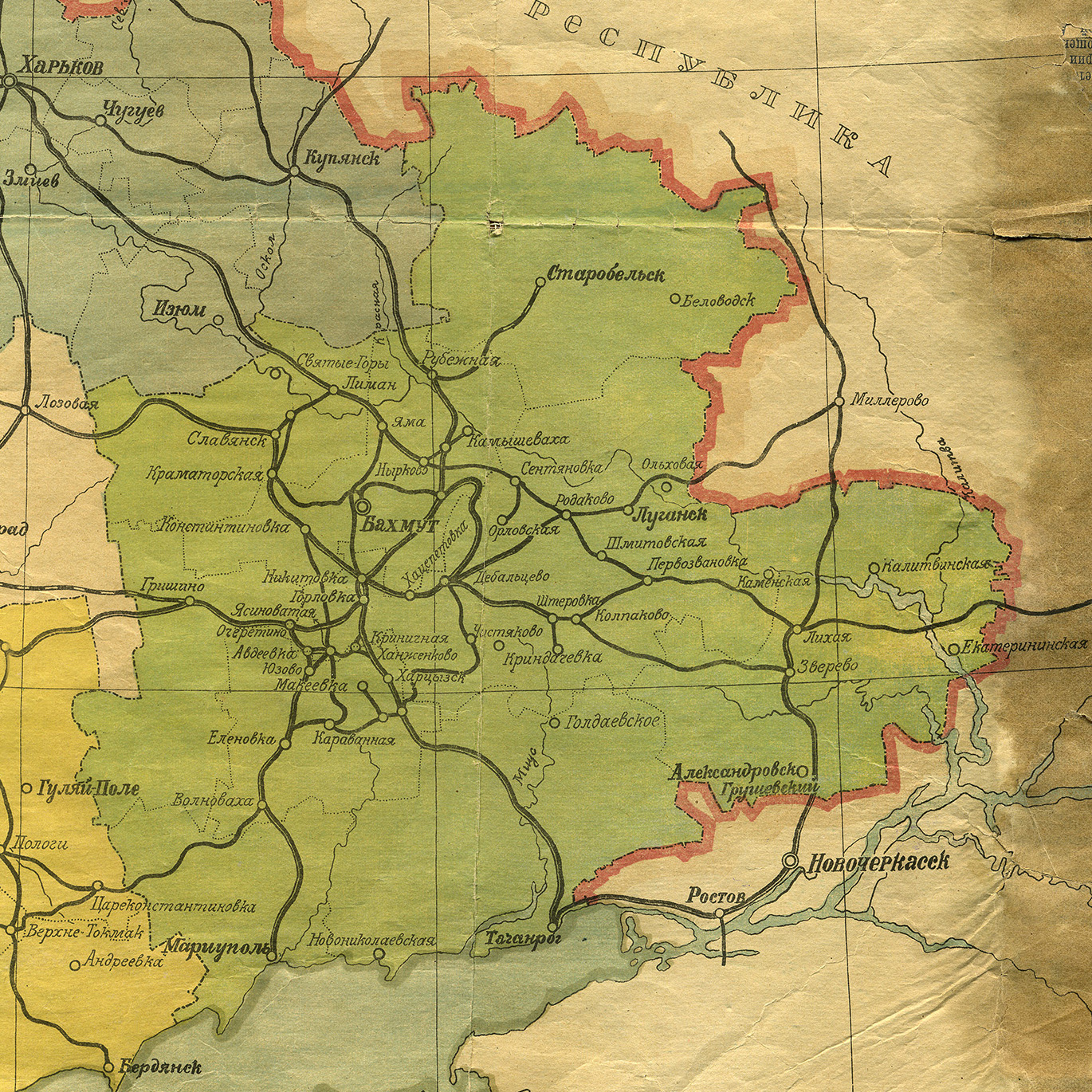
Карта Донецької губернії, листопад 1921 року

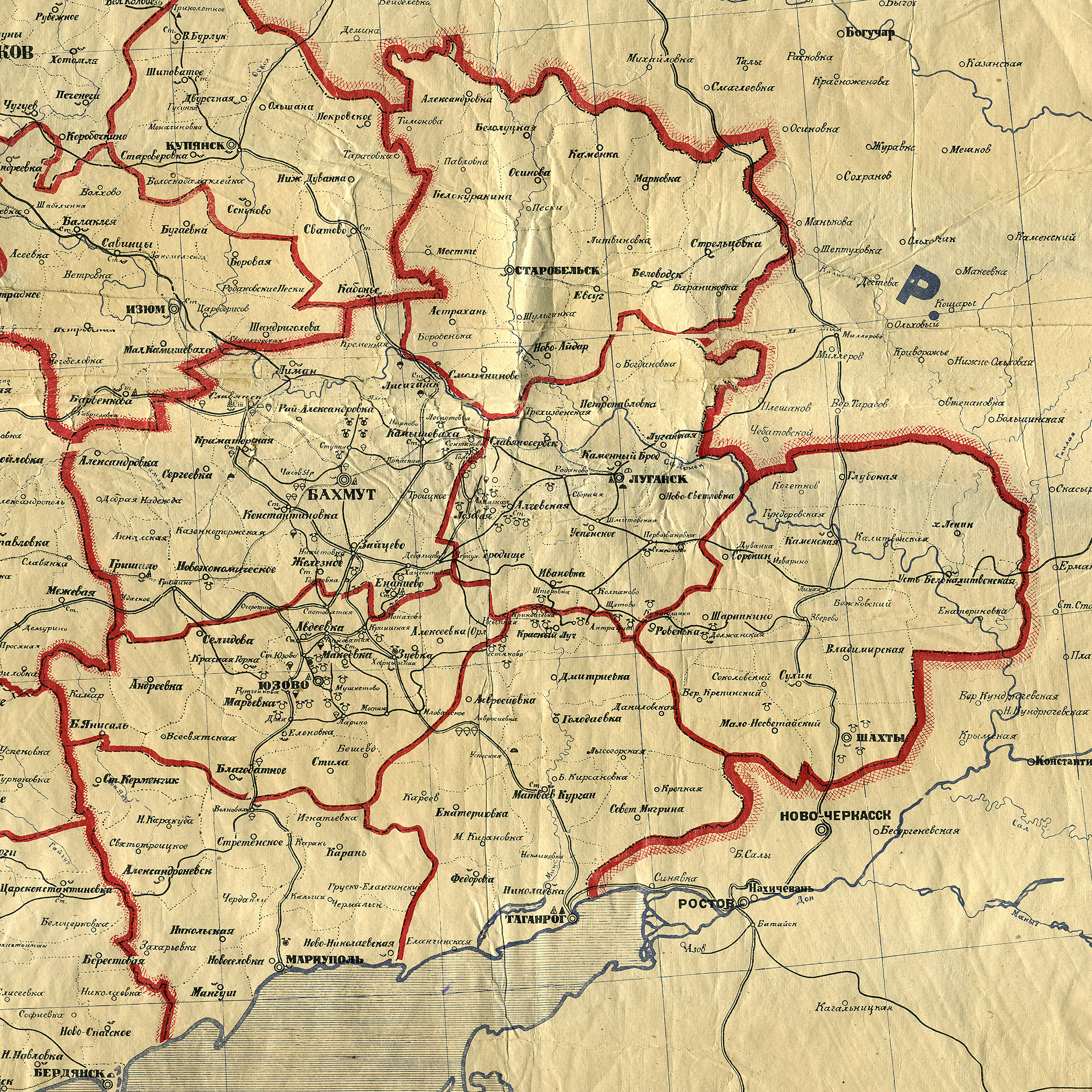
Карта Донецької губернії, адміністративний поділ від 12 квітня 1923 року

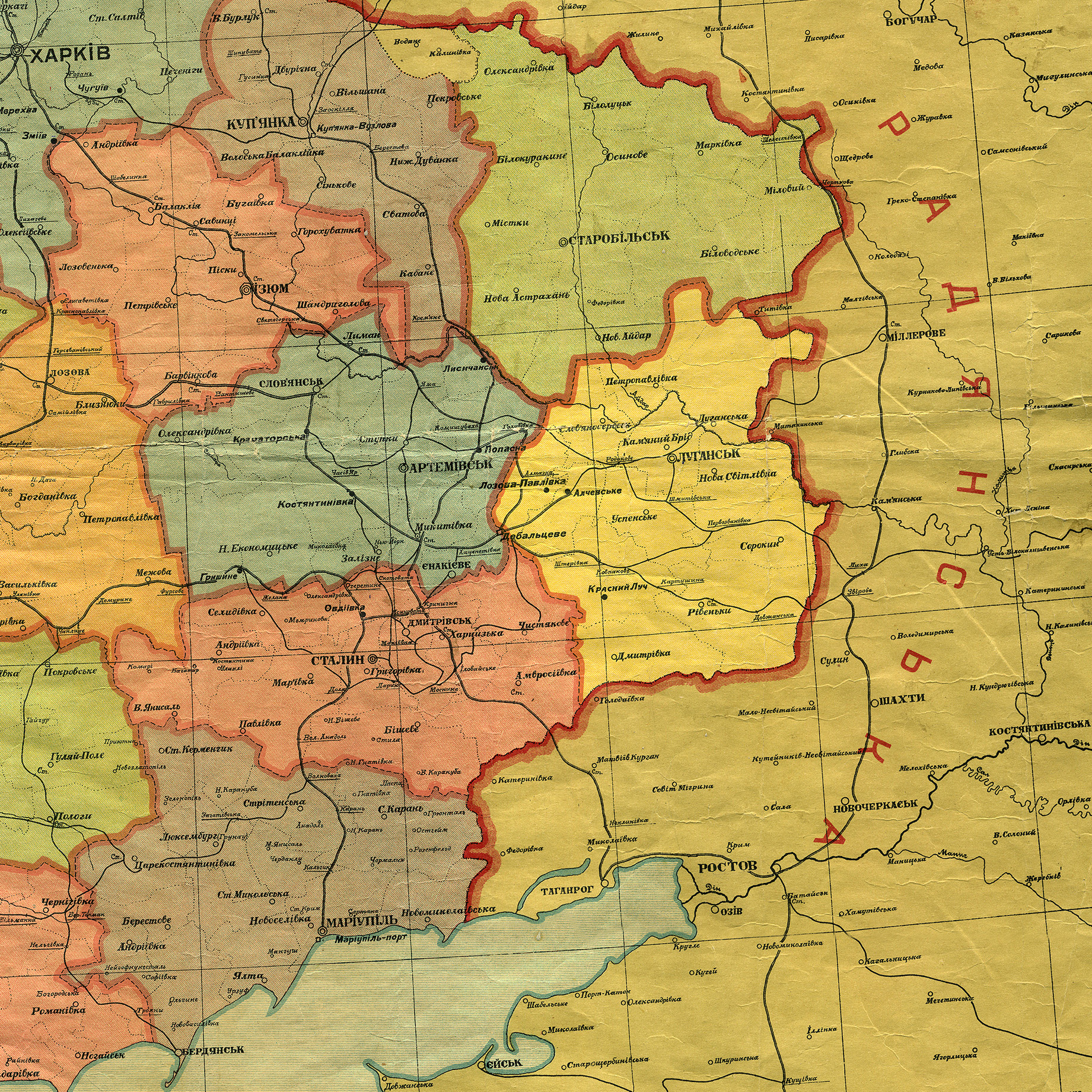
Карта території колишньої Донецької губернії, адміністративні межі станом на 1 жовтня 1925 року

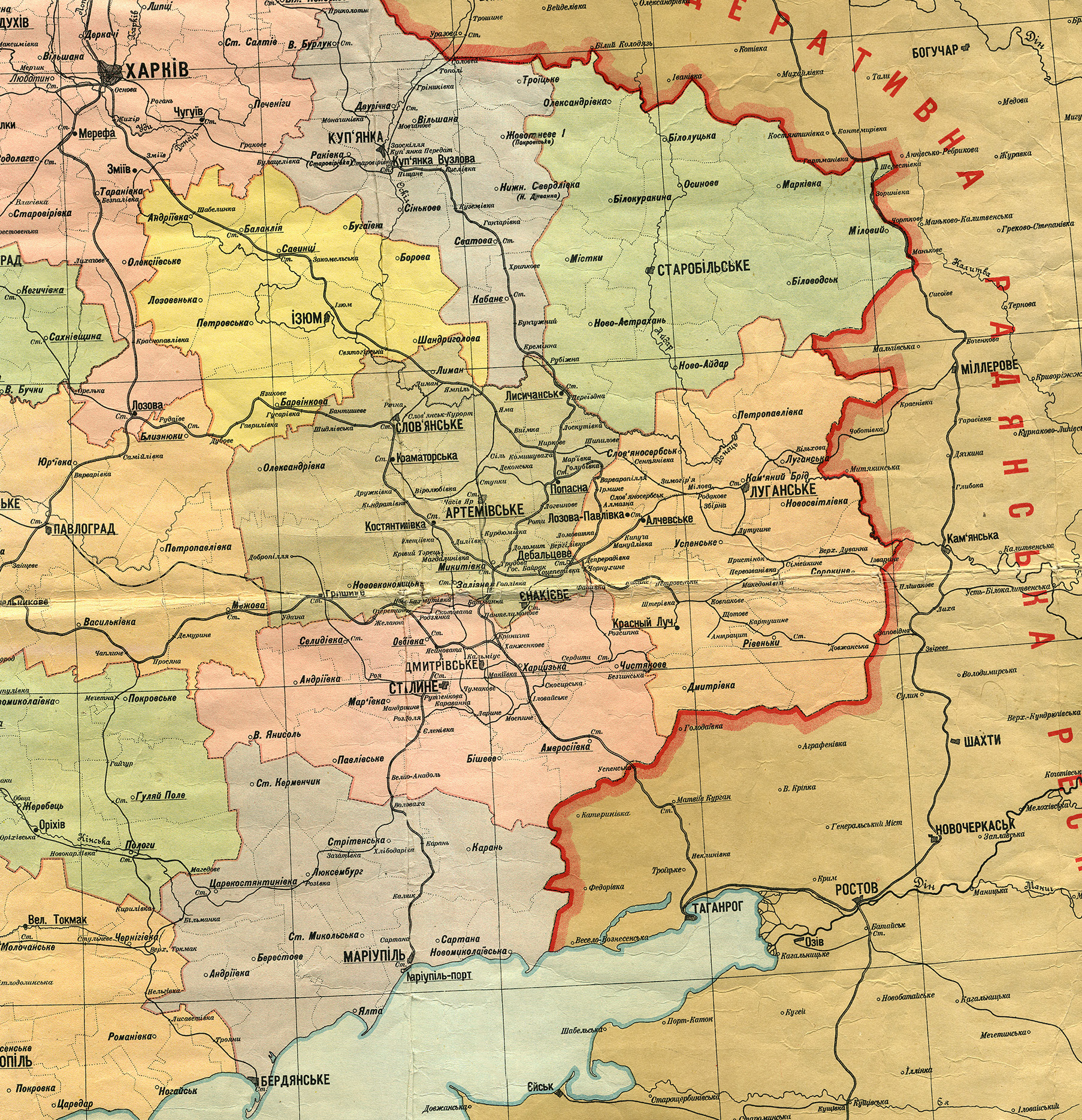
Карта території колишньої Донецької губернії, адміністративні межі станом на 1 березня 1927 року

У післявоєнний період Донбас являв собою сумне видовище. Міста і рудники знелюдніли, у краї почався перманентний голод, від якого шахтарі почали рятуватися втечею з регіону. «Цей рух був таким масовим, — пише японсько-американський історик пан Курумія, — що його назвали великим переселенням народів». Восени 1921 року в Донбасі почався голод, який пішов на спад навесні 1922 року.

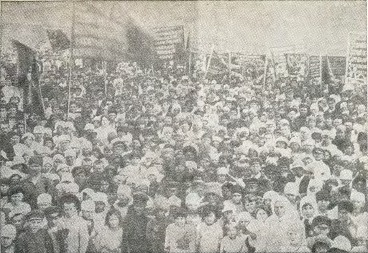
Мітинг трудящих Боково-Хрустальського рудника. 1 травня 1924

Навіть у грудні 1921 року повідомляли, що в Донбаському краї «не було навіть натяків на утвердження робітничо-селянської влади»
Троцький який відвідав Донбас у листопаді-грудні 1920 року, посилав телеграму Леніну 19 листопада: «Становище Донбасу украй важке. Робітники голодують, одягу немає. Незважаючи на революційно-радянській настрій, страйки спалахують там і тут. Доводиться дивуватися тому, що робітники взагалі працюють»

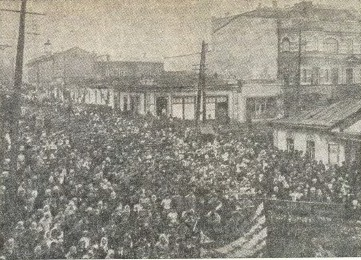
Демонстрація трудящих Луганська в честь п'ятої річниці Жовтневої революції. 1922

Хвиля промислових страйків затопила Донбас, у 1923 році відбулося майже двісті страйків, у яких взяли участь понад шістдесят тисяч шахтарів. Основною причиною страйків була затримка платні. Найсерйозніше заворушення сталося в Шахтах у жовтні-листопаді 1923 р., коли застрайкували 5 тисяч шахтарів з чотирьох шахт. Головою заворушення був Капустин.
У 1924 році в Донбасі розпочався голод, який партія пояснювала посухами і поганими врожаями. Він був не таким великим як голод 1921–1922 років, проте, як писали в повідомленнях з Донбасу, ситуація була «дуже, дуже важкою».

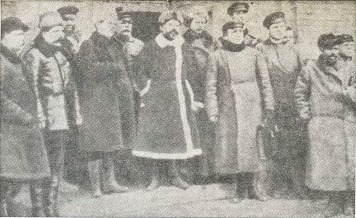
Голова ВУЦВК Г. І. Петровський серед робітників маріупольських підприємств

8 вересня 1924 Бахмут перейменували в Артемівськ (в пам'ять Артема, що трагічно загинув 24 липня 1921 року) і губернський уряд отримав офіційну назву «Донгубісполком Ради робітничих, селянських, червоноармійських і козацьких депутатів міста Артемівська».
У цей же час губернія була зменшена на півдні, обґрунтовувалося це тим, що нібито, частина Шахтинської та Таганрозької округи, заселена в основному росіянами (у Олександрівську-Грушівському, нині м. Шахти, за даними комуністів їх було 90,2 %), ці землі були відчужені до Південно-Східного краю РРФСР.
15 серпня 1925 року, згідно адміністративної реформи, що проводилась у ті часи в Україні, губернії було скасовано. Замість них на території Донбасу виникли п'ять округ: Артемівська, Луганська, Маріупольська, Сталінська та Старобільська.
У 1925 році в Донецькій губернії через неврожай у деяких місцевостях знову виник голод. У Луганській, Маріупольській та Старобільській округах народ пух від голоду.

## Керівники губернії у 1920—1925 роках

### Голови військово-революційного комітету і губернського виконавчого комітету
- Ніколаєнко Іван Гнатович (18.03.1919—.05.1919)
- Сергєєв Федір Андрійович (.05.1919—.06.1919)
- Антонов-Саратовський Володимир Павлович (4.01.1920—.05.1920) /губревком/
- Сергєєв Федір Андрійович (20.04.1920—1920)
- Молотов В'ячеслав Михайлович (.07.1920—18.08.1920)
- Лутовінов Юрій Хрисанфович в.о. (18.08.1920—.09.1920)
- Ніколаєнко Іван Гнатович в.о. (.09.1920—.10.1920)
- Дробніс Яків Наумович (.10.1920—.12.1920)
- Рухимович Мойсей Львович (.12.1920—.10.1923)
- Чернов Михайло Олександрович (.10.1923—.09.1924)
- Іванов Микола Геннадійович в.о. (.09.1924—.04.1925)
- Чернов Михайло Олександрович (.04.1925—.08.1925)

### Голови губернського комітетуКП(б)У
- Медне Едуард Мартинович (10.03.1919—29.03.1919) /голова оргбюро/
- Дубовий Наум Іпатійович (29.03.1919—1919)
- Антонов-Саратовський Володимир Павлович (13.01.1920—.04.1920)
- Риндін Тимофій Васильович? (1920—.09.1920)
- Молотов В'ячеслав Михайлович (.09.1920—.10.1920)

### Відповідальні секретарі губернського комітетуКП(б)У
- Молотов В'ячеслав Михайлович (.10.1920—.11.1920)
- Квірінг Еммануїл Йонович (.11.1920—.12.1920)
- Харечко Тарас Іванович (.12.1920—.01.1921)
- Радченко Андрій Федорович (.01.1921—.03.1921)
- Прохоров Р. У. (.03.1921—15.05.1921)
- Квірінг Еммануїл Йонович (15.05.1921—.03.1923)
- Мойсеєнко Костянтин Васильович (.03.1923—4.07.1923)
- Криницький Олександр Іванович (4.07.1923—.06.1924)
- Чернов Михайло Олександрович (.06.1924—1924)
- Радченко Андрій Федорович (1924—.08.1925)

## Культурне життя
Широко розгорталася культосвітня робота. Її центрами в містах стали робітничі клуби, яких у 1925 році було 216, та червоні кутки, у селах 246 сільбудів та 187 хат читалень. Першого травня 1925 року в 13 містах та шахтарських селищах було закладено кілька палаців культури.
У донецьких газетах журналах починали свій творчий шлях багато літераторів-початківців, що згодом стали відомими письменниками, серед них Сосюра, Погрібний, Безпощадний, М. Голодний, Горбатов.
Важливу роль у згуртуванні літераторів Донбасу відіграв журнал «Забой» що почав виходити з 1923 року, і створена навколо нього організація донецьких пролетарських письменників, що мала таку ж назву. У ній працювали Слонімський, Чорний-Діденко, Селівановський, Баглюк, а пізніше Іван Ле.
У 1920 року в Костянтинівці почав діяти перший на Донбасі театр, у 1924 році театр «Синя блуза» виник у Артемівську. У 1924 році в Артемівську створюється хор «Сурма Донбасу». У 1924 споруджуються перші на Донбасі монументальні пам'ятники видатним борцям революції. Відкрилося багато кінотеатрів.

## Зовнішні зв'язки
У роки відновного періоду зміцнилися і розширилися зв'язки донецьких робітників з робітниками далекого і близького зарубіжжя. У всіх містах і селищах були створені осередки МОДР. Робочі активно ходили на пропагандистські збори, слухали лекції про міжнародне становище, збирали кошти у фонд «допомоги політв'язням у капіталістичних країнах».
У листопаді Донецький губпросвіт від імені робітників Донбасу направив привітний лист на адресу 4 конгресу Комінтерну, в якому говорилося: «Комінтерн у своїй боротьбі за світову революцію може й надалі сміливо й надійно спиратися на потужну армію організованих профспілок шахтарів, металістів та інших робітників Донбасу».
Восени 1923 року в Донбасі пройшли безпартійні робочі конференції, на яких з доповіддю про міжнародне становище і революції в Німеччині виступили представники Комінтерну і Компартії Німеччини.
У 1923 року голова Донецького районного комітету союзу металістів відвідав як представник ЦК Всеросійського союзу робітників-металістів Німеччину, де брав участь в укладенні угоди про входження ВСРМ в інтернаціональне об'єднання металістів.
У липні того ж року в Донбас прибула делегація робітників-металістів європейських країн для участі у губернському з'їзді профспілок. Газета «Всеросійської кочегарка» 17 червня писала: «З'їзд показав, що донецькі робітники і представники італійських, англійських, німецьких і чеських робітників надзвичайно близькі один одному за духом. В один момент вони знайшли спільну мову. Їх завжди хвилює одна і та ж думка — про боротьбу зі світовою буржуазією. Яка виявилася у них духовна близькість».
Влітку 1925 року в Донбас прибула делегація німецьких гірників. Вони побували на шахтах Горлівки, Щербинівка, у школах Бахмута, у Святогірському будинку відпочинку і були вражені успіхами трудящих краю у відновленні вугільної промисловості та розвитку культури.

## Територіальний устрій

### Поділ на райони
У лютому 1920 року вироблений устрій області:
1. губернія,
2. район,
3. волость (підрайон; підрайоном планувалося охоплювати 30-50 тис. осіб),
4. місто, фабричне селище, село, деревня.

За наказам від 17 січня 1920 року Донгубревкому були створені тимчасово райони:
1. Єнакіївський район (Єнакієве);
2. Юзівський район (Юзівка);
3. Гришинський район (Гришине);
4. Чистяківський район (Чистякове);
5. Соляний район (Бахмут);
6. Алмазнянський район (Алчевське);
7. Лисичанський район (Лисичанське);
8. Луганський район (Луганськ);
9. Білокалитвянський район (Біла Калитва);
10. Боково-Хрустальський район (Криндичівка);
11. Олександрово-Грушівський район (Олександрово-Грушівське).

Губернське місто — Луганське.
16 квітня 1920 року до складу губернії цілком увійшли Луганський повіт і Маріупольський повіт Катеринославської губернії, частина Харківської губернії і Області війська Донського.
Наказом від 12 липня 1920 року Донецька губернія складалася з 13 районів:
- Олександро-Грушевський район (приєднано Біло-Калитвянський район),
- Алчевський район,
- Боково-Хрустальський район,
- Гришинський район (Гришине),
- Єнакієвський район (приєднано Бахмутський район),
- Кам'янський район,
- Луганський район,
- Лисичанський район,
- Маріупольський район,
- Слов'янський район,
- Старобільський район,
- Таганрізький район,
- Юзівський район.

Чистяківський район було скасовано. Влітку 1920 року було вирішено об'єднати волості у підрайони по 2-10 у кожному, для охоплення кожним 20-40 тисяч осіб. Усього було утворено 61 підрайон. У серпні 1920 року центр губернії перенесений у Бахмут.

### Поділ на повіти
У грудні 1920 року поділ на райони був скасований і поновлений поділ на 10 повітів і 304 волості. У червні 1922 року був ліквідований Гришинський повіт, а у листопаді 1922 року — Дебальцівський повіт.
З листопада 1922 року губернія поділялася на 8 повітів і 299 волостей.
- Бахмутський повіт
- Гришинський повіт
- Дебальцівський повіт
- Луганський повіт
- Маріупольський повіт
- Слов'янський повіт
- Старобільський повіт
- Таганрізький повіт
- Шахтинський повіт (центр — Олександрівськ-Грушевський)
- Юзівський повіт

У 1923 в Україні почався перехід від губерній до округ, сім із яких налічувалося на теренах Донецької губернії. У 1924 році східну та південно-східну частину губернії (головні міста відповідно Шахти та Таганріг) відчужено до складу РРФСР.
1925 року губернію ліквідовано, на її теренах лишилися 5 округ: Бахмутська (Артемівська), Луганська, Маріюпільська, Старобільська та Юзівська (Сталінська).